# Macronema gundlachi
Macronema gundlachi là một loài Trichoptera trong họ Hydropsychidae. Chúng phân bố ở vùng Tân nhiệt đới.